# علي العلياني
علي العلياني (10 أغسطس 1978م) إعلامي ومقدم برامج سعودي، قدم العديد من البرامج الحوارية في عدد من القنوات العربية، من أبرزها: برنامج معالي المواطن، وبرنامج مجموعة إنسان على قناة MBC 1. حاصل على درجة البكالوريوس في الإعلام من جامعة الملك عبد العزيز، ولد في مدينه جدة في (10 أغسطس 1978)، ومتزوج من الإعلامية منى سراج مديرة مكتب مجلة سيدتي في جدة.

## البدايات
- بدأ العلياني تجربته الإعلامية من الصحافة الورقية.
- ثم انتقل للتلفزيون ليقدّم برنامج (عيشوا معنا) على قناة (LBC) اللبنانية.[2]
- انتقل بعد ثلاث سنوات من العمل من قناة LBC إلى قناة روتانا خليجية عام 2009م.[3]
- انتقل من قناة روتانا خليجية إلى قناة MBC 1 في أكتوبر عا 2016م بعد عمله لثمان سنوات في روتانا.[4][5]
- في ديسمبر 2024 وقَّع عقداً مع «مجموعة الراي الإعلامية» لتقديم برنامج تلفزيوني على قناة الراي الكويتية اسمه «مسرح الحياة» لشهر رمضان 2025م.[6]

## البرامج
- قدم برنامج يا هلا (برنامج) في رمضان 2015 و2016 على روتانا خليجية.
- في سنة 2017 انتقل لشاشة الـ إم بي سي 1 ليقدم برنامج معالي المواطن وبرنامج مجموعة إنسان. [7]
- قدم برنامج (مراحل) على شاشة قناة SBC السعودية في رمضان عام 2022، ورمضان 2023.[8][9]
- قدم برنامج «مسرح الحياة» على قناة الراي الكويتية في رمضان 2025م.[10]

## جوائز
- فاز عام 2019 بجائزة الإعلام السعودي فرع الإنتاج المرئي فئة التقرير المصور.[11]